# Vàter portàtil

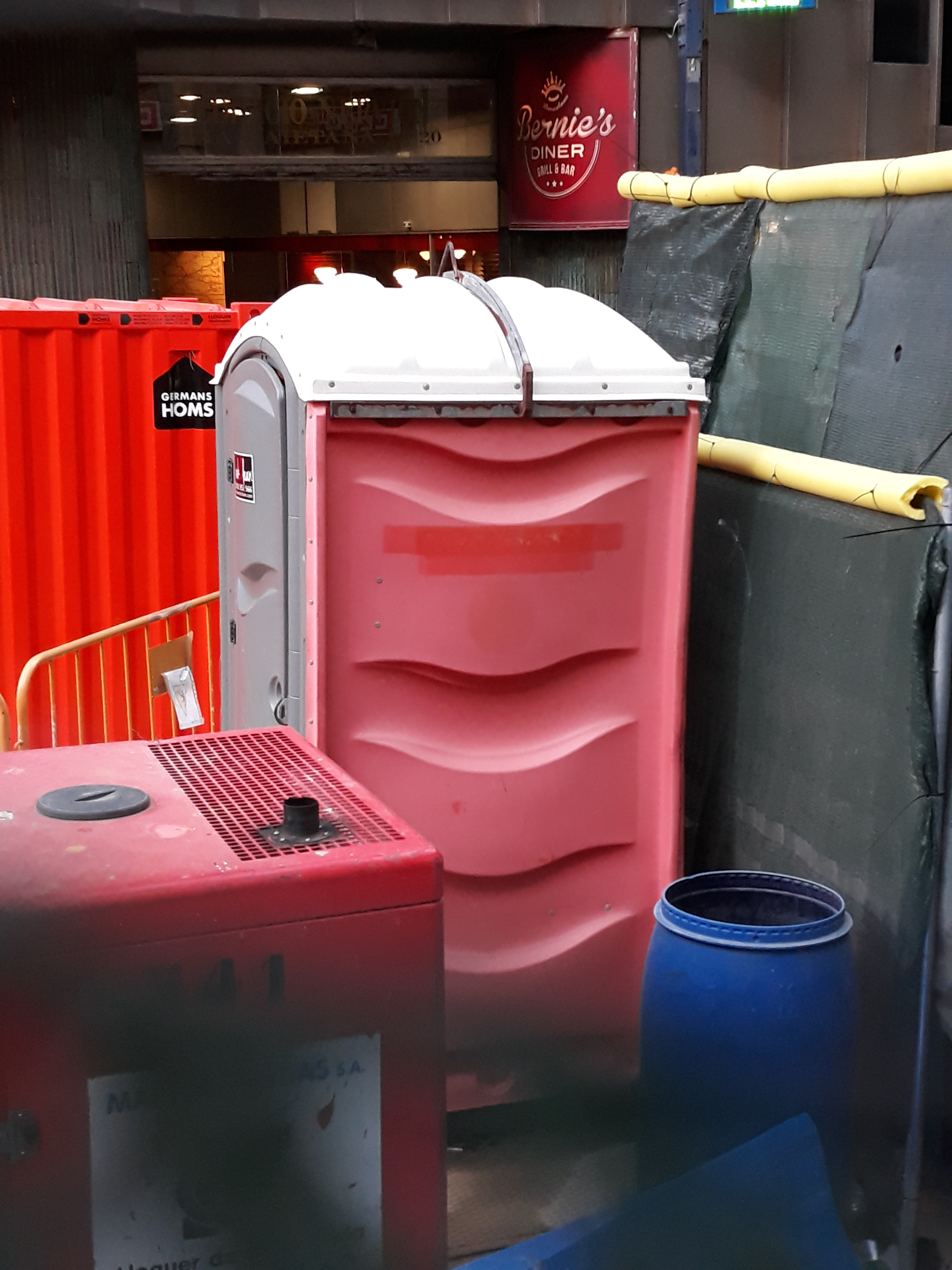
Vàter portàtil a l'interior d'una obra

Un vàter portàtil, sanitari portàtil o bany portàtil és un vàter que s'instal·la de manera puntual en un espai públic obert, amb motiu d'algun esdeveniment temporal, com ara un concert, la construcció d'un edifici, una festa popular, etc. Els vàters portàtils estan construïts en plàstic tractat i es lloguen per mòduls; poden ser de diferents tipus: lavabos químics, lavabos portàtils bàsics, lavabos adaptats, etc.

## Instal·lació i manteniment dels vàters
La instal·lació i desinstal·lació de vàters portàtils la fan empreses privades del sector sanitari que són les que lloguen els mòduls. Per a moltes empreses el lloguer de vàters portàtils representa la seva principal font d'ingressos. Els serveis públics tenen la responsabilitat de coordinar-se amb les instal·ladores per tal d'organitzar els treballs necessaris i afavorir la logística en els casos que sigui necessari, quan la instal·lació de lavabos portàtils incideix en l'estat habitual de l'espai públic, especialment, en el mobiliari urbà.
Abans de moure un vàter portàtil, la companyia responsable retira tots els residus acumulats amb un camió proveït d'un tanc, una mànega especial i una bomba extractora. El material obtingut es transporta després a una planta industrial especialitzada per tal de ser tractat i processat. Abans de llogar novament un d'aquests vàters cal rentar-los i desinfectar-los seguint les normes estàndards de qualitat vigents. D'aquesta manera, s'evita la propagació de malalties i paràsits freqüents a les matèries fecals.
El nombre total de vàters portàtils a instal·lar en una zona determinada dependrà de les estimacions del nombre total de persones que els utilitzaran i dels requeriments de l'event al qual es dona cobertura. En el cas d'una obra, el conveni col·lectiu del sector de la construcció exigeix com a norma general hi hagi un vàter portàtil o fix per a cada 25 homes o en el cas de les dones un per cada 15.

## Contribució al medi ambient
Els banys portàtils juguen un important paper en els esforços per preservar i protegir els recursos naturals en moltes formes. Alguns dels avantatges que té utilitzar un bany portàtil són: l'estalvi d'aigua, aigua potable més segura (al tenir sistemes individuals i no connectats, no contaminem els circuits d'aigua), l'increment de la productivitat, la protecció contra malalties, etc.

## Crítiques

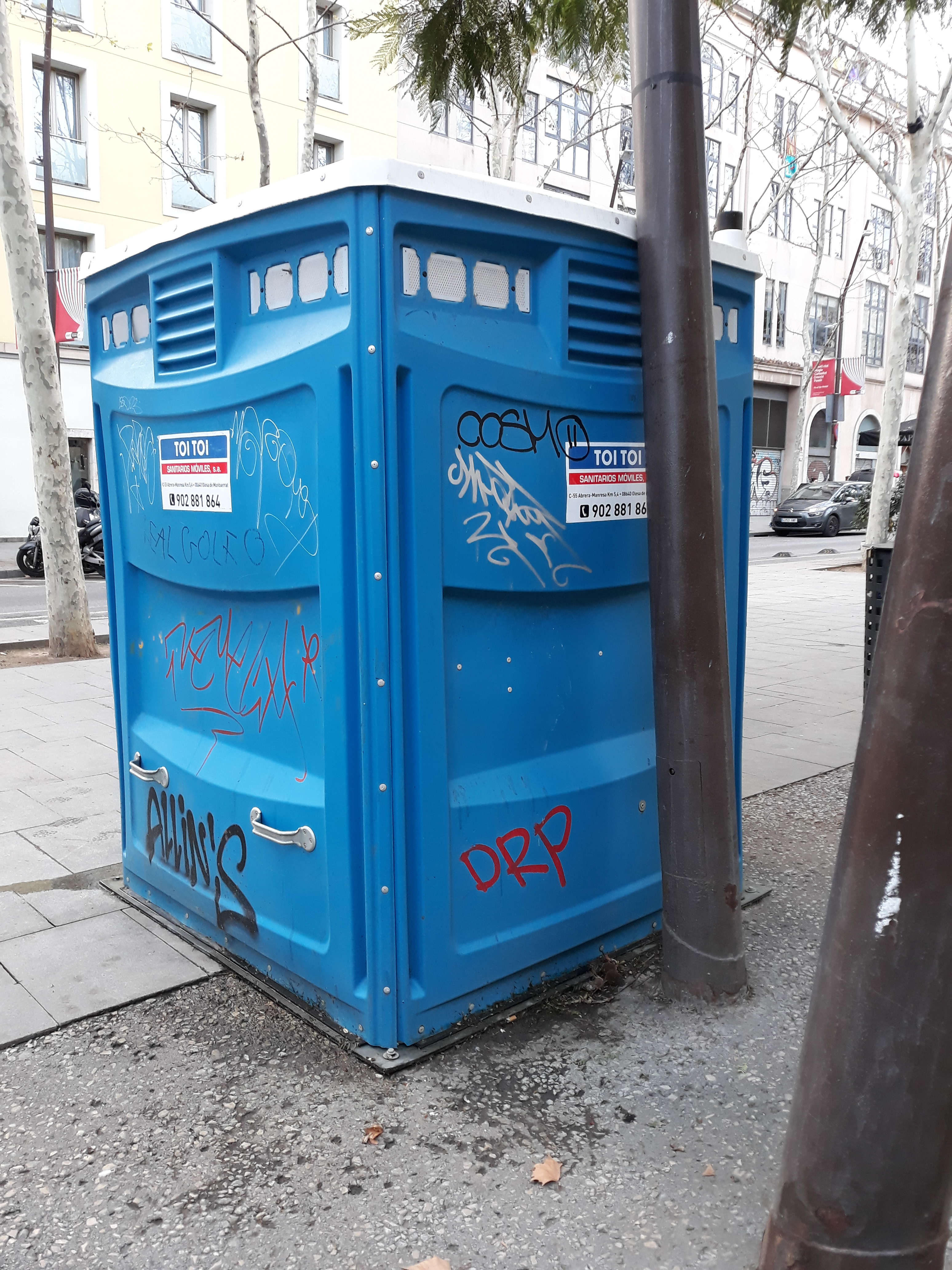
Vàter portàtil amb pintades

A vegades, la instal·lació de vàters portàtils ha topat amb les crítiques de determinats grups polítics o veïnals, la qual cosa s'ha resolt amb la retirada dels vàters o bé amb el canvi d'emplaçament d'aquells. Hi ha sectors que consideren irrespectuós aquest tipus de mobiliari urbà. D'altra banda, algunes veus, asseguren que la gent continua orinant amagada a qualsevol lloc i que els vàters portàtils no els utilitza ningú. A més, sovint, el rentat automàtic deixa de funcionar.

### Vandalisme
Un altre problema és el del vandalisme associat als vàters portàtils, ja que acostumen a patir desperfectes de diversos tipus: des de pintades amb retoladors a forats a la base que fan que es vessin els líquids per la vorera; o persones que roben el paper higiènic. A més, els vàters ubicats a zones turístiques a vegades són utilitzats com a magatzems per grups de venedors o venedores ambulants per tal de guardar la mercaderia.